# Горбатовка (Полтавская область)
Горбатовка (укр. Горбатівка) — село, Ордановский сельский совет, Диканьский район,
Полтавская область, Украина.
Код КОАТУУ — 5321084202. Население по переписи 2001 года составляло 21 человек.

## Географическое положение
Село Горбатовка находится в 2-х км от левого берега реки Великая Говтва, примыкает к селу Жаданы.
По селу протекает пересыхающий ручей с запрудой.